# هم‌کلاسی
هم‌کلاسی (ایتالیایی: La compagna di banco) یک کمدی سکسی سبک ایتالیایی به کارگردانی ماریانو لائورنتی است که در سال ۱۹۷۷ منتشر شد.

## بازیگران
- لینو بانفی
- لی‌لی کاراتی
- جانفرانکو دانجلو
- آلوارو ویتالی
- فرانچسکا رومانا کولوتسی
- جیجی بالیستا
- جاکومو فوریا
- ویتوریو استانی
- بریگیته پترونیو
- پائولا مائیولینی